# Lycée Pierre-de-Fermat
Il Lycée Pierre-de-Fermat chiamato anche semplicemente Pierre-de-Fermat, è un'istruzione pubblica secondaria e superiore situata nel Parvis des Jacobins de Toulouse, nelle immediate vicinanze del Campidoglio di Tolosa; Occupa una grande piazza nel centro della città come l'Hôtel de Bernuy. Attiguo il chiostro e la chiesa dei Giacobini.
All'inizio dell'anno accademico 2021, l'istituto conta 9 classi del secondo, primo e ultimo anno con una media di 30 studenti  per un totale di poco più di 1800 studenti di cui 950 studenti della classe préparatoire (CPGE).

## Laureati famosi
- Georges Pompidou, un politico francese che divenne Primo ministro e successivamente Presidente della Repubblica